# Pelina compar
Pelina compar är en tvåvingeart som beskrevs av Cresson 1934. Pelina compar ingår i släktet Pelina och familjen vattenflugor. Inga underarter finns listade i Catalogue of Life.